# UFC 246
UFC 246: McGregor vs. Cowboy foi um evento de MMA produzido pelo Ultimate Fighting Championship no dia 18 de janeiro de 2020, na T-Mobile Arena, em Las Vegas, Nevada.

## Background
O duelo nos meio-médios entre o ex-campeão peso pena e peso leve Conor McGregor e o ex-desafiante peso leve Donald Cerrone serviu de luta principal da noite.
A revanche nos galos feminino entre a ex-campeã Holly Holm e a ex-desafiante Raquel Pennington estava inicialmente prevista para o UFC 243, porém Holm saiu do combate na época devido a uma lesão no tendão. O duelo então foi remarcado para este evento. A primeira luta entre ambas aconteceu no UFC 184 com Holm ganhando por decisão dividida.
Grant Dawson era esperado para enfrentar Chas Skelly em um duelo nos penas. Porém, no dia 14 de janeiro, Dawson anunciou que foi forçado a sair do card e a luta então foi cancelada.
A ex-desafiante dos palhas feminino Claudia Gadelha era esperada pra enfrentar Alexa Grasso no evento. Entretanto, no dia da pesagem, Grasso pesou 121.5 libras (55.1 kg) ficando 5.5 libras acima do limite da categoria dos palhas de 116 libras (52.6 kg) em duelos que não valem o cinturão. Então, a Comissão Atlética de Nevada decidiu remover a luta do card porque os lutadores não podem competir se a diferença de peso entre eles ultrapassar 3 libras.

## Bônus da Noite
Os lutadores receberam $50.000 de bônus:
- Luta da Noite: Não houve lutas premiadas.
- Performance da Noite:  Conor McGregor,  Oleksiy Oliynyk,  Brian Kelleher,  Carlos Diego Ferreira e  Drew Dober